# Rod La Rocque
Rod La Rocque (29 de noviembre de 1898 – 15 de octubre de 1969) fue un actor estadounidense.
Su verdadero nombre era Rodrique la Rocque de la Rour, nació en Chicago, Illinois, de ascendencia francesa e irlandesa. Empezó a trabajar en compañías de teatro a los siete años de edad y finalmente recaló en los Estudios Essanay de Chicago, donde tuvo trabajo estable hasta el cierre de los mismos. Entonces se trasladó a Nueva York y trabajó en el teatro hasta que fue descubierto por Samuel Goldwyn, quien le llevó a Hollywood. En las siguientes dos décadas apareció en diversas películas y pasó con facilidad la transición al cine sonoro.
En 1927 se casó con la actriz húngara Vilma Bánky en una ceremonia de gran lujo y publicidad. El matrimonio duró hasta la muerte del actor.
La Rocque se retiró del cine en 1941, dedicándose como agente de bolsa y al negocio de bienes inmobiliarios junto con su esposa como también practicaban el golf que era el deporte favorito de ambos.
Él y su mujer crearon una fundación educativa para los niños llamada "The Banky La Rocque Foundation".
Por su contribución a la industria cinematográfica, Rod La Rocque fue galardonado con una estrella en el legendario Paseo de la Fama de Hollywood